# Фуллер, Дрю
Э́ндрю А́лан (Дрю) Фу́ллер (англ. Andrew Alan "Drew" Fuller; 19 мая 1980, Атертон, Калифорния, США) — модель, американский актёр, известный по ролям Криса Холливела в сериале «Зачарованные» и Тревора Леблана в сериале «Армейские жёны».

## Биография

### Ранние годы
Дрю родился в Атертоне (штат Калифорния), вырос в Ньюпорт-Бич. Агент нашёл Дрю Фуллера, когда ему было 12 лет, после того, как один из друзей семьи поместил его фото на обложку журнала «UCLA». Решив подождать несколько лет, Фуллер вошёл в модельный бизнес в возрасте 16 лет и быстро стал топ моделью таких престижных компаний как «Tommy Hilfiger», «Prada» и «Club Med». Его привлекательный внешний вид помог ему попасть в рекламу таких коммерческих фирм, как «J. Crew», «Subway», «Toyota» и «Pepsi».

### Личная жизнь
Встречался с Сарой Картер (2003—2004). В настоящее время в отношениях с австралийской актрисой Клэр ван дер Бум.

### Досуг
В свободное время Дрю занимается сёрфингом, скалолазанием, йогой, катается на сноуборде, играет в баскетбол, теннис, гольф.

### В клипах
- The Calling — «Wherever You Will Go» (2001)
- Jennifer Love Hewitt — «Barenaked» (2002)
- Lindsay Lohan — «Over» (2005)

## Карьера в кинематографе
Одним из первых фильмов, в котором сыграл Дрю Фуллер, был «Клан Вампиров». Род Фаррелл (герой Фуллера) — реальный убийца, совершивший в 1996 году убийство семьи во Флориде.
Популярность пришла к Дрю после роли в «Зачарованных», где он сыграл пришедшего из будущего второго сына главной героини Пайпер. Этому предшествовали ещё две заметные роли в фильмах «Ангелы не спят» и «Скрытый вызов». Одна из последних работ — телесериал «Армейские жёны», популярный в США.

## Фильмография
| Год       |   | Русское название              | Оригинальное название                | Роль                 |
| --------- | - | ----------------------------- | ------------------------------------ | -------------------- |
| 1999      | с | Партнёры                      | The Partners                         | Tom                  |
| 2000      | ф | Академия Вуду                 | Voodoo Academy                       | Paul St. Clair       |
| 2001      | ф | Один                          | One                                  | Cole                 |
| 2001      | ф | Ангелы не спят                | Backflash 2: Angels Don't Sleep Here | Teenage Jesse        |
| 2002      | ф | Клан вампиров                 | Vampire Clan                         | Rod Ferrell          |
| 2002      | с | Дом храбрости                 | Home of the Brave                    | Justin Briggs        |
| 2003      | с |                               | One Shot                             | Himself              |
| 2003      | с | Чёрный пояс                   | Black Sash                           | Nick Reed            |
| 2003      | с | Одинокие сердца               | The O.C.                             | Norland              |
| 2003      | с |                               | Good Food Live                       | Himself              |
| 2003      | с |                               | E! News Daily                        | Himself              |
| 2003—2006 | с | Зачарованные                  | Charmed                              | Крис Перри Холливелл |
| 2003      | с |                               | The Sharon Osbourne Show             | Himself              |
| 2004      | с |                               | The Wayne Brady Show                 | Himself              |
| 2004      | с |                               | On-Air with Ryan Seacrest            | Himself              |
| 2004      | ф | Скрытый вызов                 | Close Call                           | Sam                  |
| 2005      | с |                               | The Brightest Sound                  | Himself              |
| 2006      | ф | Последний контракт            | Final Contract: Death on Delivery    | David Glover         |
| 2006      | с | Доктор Хафф                   | Huff                                 | Josh                 |
| 2006      | ф | Последний подарок             | The Ultimate Gift                    | Jason Stevens        |
| 2007—2012 | с | Армейские жёны                | Army Wives                           | Trevor LeBlanc       |
| 2007      | ф | Блондинка с амбициями         | Blonde Ambition                      | Billy                |
| 2008      | ф | Под кайфом                    | Loaded                               | Brendan              |
| 2008      | ф | Кольцевые гонки               | The Circuit                          | Kid Walker           |
| 2010      | ф | Записки Кейна: Жизнь узника   | The Kane Files: Life of Trial        | Skott kane           |
| 2011      | с | Морская полиция: Лос-Анджелес | NCIS: Los Angeles                    | Conner Maslin        |
| 2013      | ф | Последний инстинкт            | final instinct                       |                      |
| 2014      | ф | Идеальный на бумаге           | perfect on paper                     |                      |
| 2014      | ф | Один                          | One                                  | Cole                 |
| 2015      | ф | Ещё один мальчишник           | The Night Before                     |                      |
| 2017      | ф | Вне братства                  | Mas que Hermanos                     |                      |